# Бонди (Польща)
Бонди (пол. Bądy, нім. Bunden) — село в Польщі, у гміні Пасленк Ельблонзького повіту Вармінсько-Мазурського воєводства.
Населення — 81 особа (2011).
У 1975-1998 роках село належало до Ельблонзького воєводства.

## Демографія
Демографічна структура станом на 31 березня 2011 року:
|          | Загалом | Допрацездатний вік | Працездатний вік | Постпрацездатний вік |
| -------- | ------- | ------------------ | ---------------- | -------------------- |
| Чоловіки | 38      | 7                  | 29               | 2                    |
| Жінки    | 43      | 9                  | 25               | 9                    |
| Разом    | 81      | 16                 | 54               | 11                   |